# Bistum Sintang
Das Bistum Sintang (lat.: Dioecesis Sintangensis) ist eine in Indonesien gelegene römisch-katholische Diözese mit Sitz in Sintang, West-Borneo. 

## Geschichte
Papst Pius XII. gründete die Apostolische Präfektur Sintang am 11. März 1948 aus Gebietsabtretungen des Apostolischen Vikariats Pontianak.
Mit der Apostolischen Konstitution Cum ingenti wurde sie am 23. April 1956 in den Rang eines Apostolischen Vikariats erhoben. 
Am 3. Januar 1961 wurde sie in den Rang eines Bistums erhoben und dem Erzbistum Pontianak als Suffragandiözese unterstellt. 

## Ordinarien

### Apostolischer Präfekt von Sanggau
- Lambertus van Kessel SMM (4. Juni 1948–23. April 1956)

### Apostolischer Vikar von Sanggau
- Lambertus van Kessel SMM (23. April 1956–3. Januar 1961)

### Bischöfe von Sanggau
- Lambertus van Kessel SMM (3. Januar 1961–25. Mai 1973)
- Isak Doera (9. Dezember 1976–1. Januar 1996)
- Agustinus Agus (29. Oktober 1999–3. Juni 2014, dann Erzbischof von Pontianak)
- Samuel Oton Sidin OFMCap (seit 21. Dezember 2016)

## Statistik
| Jahr | Bevölkerung | Bevölkerung | Bevölkerung | Priester     | Priester         | Priester       | Priester               | Ständige Diakone | Ordensleute  | Ordensleute      | Pfarreien |
| Jahr | Katholiken  | Einwohner   | %           | Gesamtanzahl | Diözesanpriester | Ordenspriester | Katholiken je Priester | Ständige Diakone | Ordensbrüder | Ordensschwestern | Pfarreien |
| ---- | ----------- | ----------- | ----------- | ------------ | ---------------- | -------------- | ---------------------- | ---------------- | ------------ | ---------------- | --------- |
| 1950 | 3.396       | 202.444     | 1,7         | 14           |                  | 14             | 242                    |                  |              | 30               | 8         |
| 1969 | 12.925      | 265.000     | 4,9         | 23           | 3                | 20             | 561                    |                  | 25           | 36               | 7         |
| 1980 | 31.508      | 369.000     | 8,5         | 33           | 3                | 30             | 954                    |                  | 33           | 34               |           |
| 1988 | 84.838      | 499.401     | 17,0        | 37           | 7                | 30             | 2.292                  |                  | 34           | 35               |           |
| 2000 | 124.830     | 621.932     | 20,1        | 49           | 22               | 27             | 2.547                  |                  | 32           | 82               | 36        |
| 2004 | 153.723     | 676.082     | 22,7        | 56           | 29               | 27             | 2.745                  |                  | 63           | 60               | 36        |
| 2014 | 249.1180    | 960.109     | 25,9        | 68           | 41               | 27             | 3.663                  |                  | 35           | 73               | 36        |